# Maleva (Saaremaa)
Koordinaten: 58° 19′ N, 22° 31′ O
Maleva ist ein Dorf (estnisch küla) auf der größten estnischen Insel Saaremaa. Es gehört zur Landgemeinde Saaremaa (bis 2017: Landgemeinde Lääne-Saare) im Kreis Saare.
Das Dorf hat 24 Einwohner (Stand 1. Januar 2016). Seine Fläche beträgt 6,75 km².